# Alfred Orda
Alfred Orda, właśc. Alfred Wdowczak-Orda (ur. 9 lipca 1915 w Łodzi, zm. 24 lutego 2004 w Londynie) – polski śpiewak operowy, baryton.
Był synem robotnicy „Widzewskiej Manufaktury” w Łodzi. Kiedy około połowy lat 30. XX w. zostały zauważone jego zdolności wokalne, pracował jako kowal. Początkowo uczył się w łódzkiej szkole technicznej, wkrótce zaczął uczęszczać do Konserwatorium Muzycznego, gdzie pobierał lekcje u Adeli Comte-Wilgockiej.
W 1936 otrzymał stypendium od Samorządu m. Łodzi na kształcenie się w warszawskim Konserwatorium Muzycznym. Na przełomie lutego i marca 1939 r., po kilku występach w Łodzi, wyjechał na studia wokalne do Włoch, do Mediolanu z zamiarem nauki śpiewu pod kierunkiem Alfredo Cecchiego, ale wybuch II wojny światowej uniemożliwił pełną realizację tego planu. W 1940 wraz z innym Polakami wyjechał do Francji. Wkrótce przedostał się do Wielkiej Brytanii i zamieszkał w Szkocji. Tu został solistą Scottish Orchestra. Debiutował z nią 12 stycznia 1941; koncert poprowadził Warwick Braithwaite, a Alfred Orda wykonał m.in. arię „Eri tu” z Balu maskowego Verdiego i arię z Kniazia Igora.
Krytycy muzyczni bardzo wysoko oceniali każdy występ Alfreda Ordy. Podczas występów w Glasgow w 1942 śpiewak poznał swoją przyszłą żonę. W tym samym roku miał miejsce debiut operowy Alfreda Ordy, a rok później sir Henry Wood zaangażował artystę na pierwszy sezon do Royal Albert Hall. Od zaśpiewania z Adrianem Boultem przy akompaniamencie BBC Symphony Orchestra rozpoczęła się prawie dwudziestopięcioletnia współpraca artysty z BBC.
W 1945 wyjechał z Polish Opera Company na występy do Kanady i USA, występował w Nowym Jorku, Chicago, Filadelfii i Detroit wykonując najpopularniejsze arie operowe. W 1946 i 1947 występował w City Centre Opera i Brooklyn Academy of Music oraz w Carnegie Hall, co było związane z wypełnianiem kontraktu wobec formy Salmaggi. W 1948 przystąpił do przesłuchań do Metropolitan Opera House, ale otrzymał od przebywającego w Nowym Jorku dyrektora Opéra Garnier Georges’a Hirscha propozycję występowania w roli Valetina w Fauście.
W 1953 powrócił do Wielkiej Brytanii, dołączył do Sadler’s Wells Opera Company i występował tam przez cztery lata. W 1955 wziął udział w organizowanym przez BBC koncercie, występował z Joan Sutherland i Hugo Wolfem przy akompaniamencie London Symphony Orchestra z Walterem Goehrem. Rok później brał udział w dwóch studyjnych nagraniach do audycji Alceste, a w 1957 wystąpił w Royal Festival Hall w programie sir Malcolma Sargenta. W 1957 odrzucił zaproszenie do Royal Opera House, od 1958 występował w Covent Garden Theatre oraz jako solista na koncertach BBC Promenade Concerts. W 1964 zakończył współpracę z BBC.
W listopadzie 1959 odwiedził swoje rodzinne miasto, Łódź. Tu, w dowód wdzięczności za otrzymane od miasta w 1936 stypendium, Alfred Orda przekazał 10 000 funtów, które zgodnie z jego wolą zostały przeznaczone za prace rozwojowe Działu Muzykaliów łódzkiej Biblioteki Uniwersyteckiej. Uczestniczył też w zebraniu założycielskim Towarzystwa Przyjaciół Łodzi.